# 朱亮 (正德進士)
朱亮（1471年—？），字廷相，廣東潮州府揭陽縣人，民籍，明朝政治人物。

## 生平
廣東鄉試第五名舉人。正德六年（1511年）中式辛未科會試第三百三十六名，登第二甲第三十四名進士。

## 家族
曾祖朱寶；祖父朱孔祥；父朱孟益。前母宋氏；母陳氏。永感下。